# 貧鈾裝甲

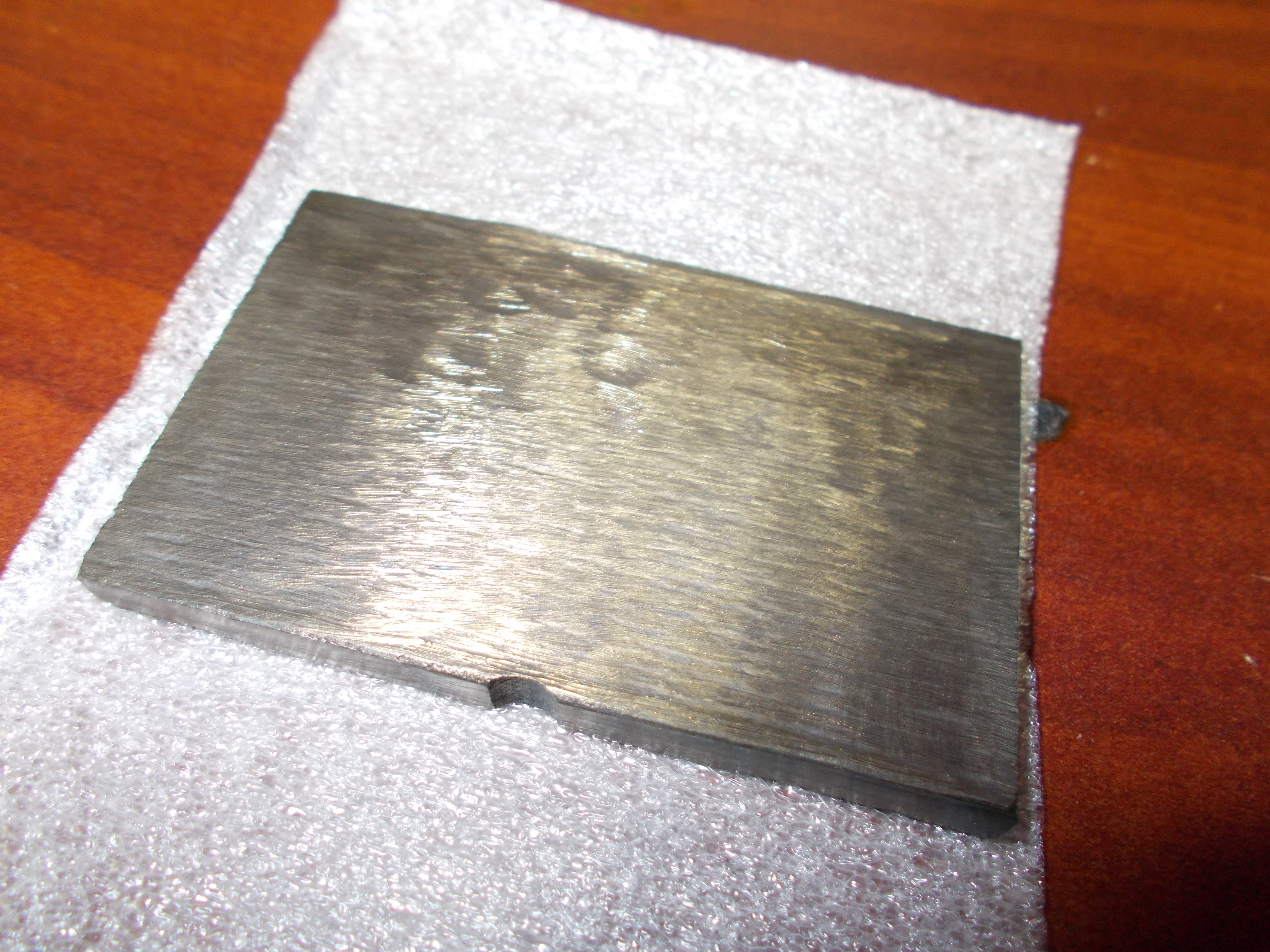
鈾238

衰變鈾裝甲（英語：Depleted Uranium Armor）是一種用鈾製造的裝甲，材料主要來自核廢料，成分大部分是鈾分離鈾235後剩下的鈾238，經過複雜工序與其他合金結合，成為密度極高的金屬，密度和硬度比鎢合金軋壓均質裝甲更高。
衰變鈾裝甲最早由美國研發，美國發明穿透力強大的衰變鈾穿甲彈後，便利用當時獨步全球的技術開發衰變鈾裝甲，於1980年代末期用於M1A1艾布蘭主力戰車，採用貧鈾裝甲的M1A1被稱為M1A1HA（Heavy Armor），防護力是使用普通複合裝甲的兩倍，令M1坦克可以拥有超强的防護力。關於衰變鈾裝甲的製造技術目前仍被美國視為高度機密。
衰變鈾裝甲的缺點是工藝複雜，造價高，重量大，也因為加工困難，難以造成曲面，只能用於重點防禦，例如坦克的正面。另外雖然衰變鈾的放射性鈾235比例極少，但仍是有放射性物質殘留的疑慮。